# Чалга
Чалга, познат и као поп-фолк, бугарски је музички жанр. Чалга је у суштини жанр денс музике инспирисан фолк музиком, са мјешавином бугарске музике (бугарски етно-поп жанр) и примарнног утицаја из грчке, турске или арапске музике.